# Forgó Fanni
Forgó Fanni Eszter (Kazincbarcika, 1991. november 1. –) magyar műkorcsolyázó.

## Életrajz
Már első osztályos korában jelentkezett egy korcsolyaiskolába, ahol a  tanfolyam végeztével az oktatók felajánlották számára – felismervén tehetségét –, hogy mű- és szinkronkorcsolya edzéseken vehet részt. Később a sportág fejlődésével már magasabb szintű versenyeket is rendeztek Kazincbarcikán és környékén, melyen Fanni egyre több sikerrel vett részt.
Az ottani jégpálya azonban csak novembertől márciusig üzemelt (ha az időjárás kedvező volt), ugyanis szabadtéri létesítményről volt szó. Így Fanni az általános iskola 4. osztályát már budapesti diákként kezdte el. Ebben az évben Téglássy Tamara volt az edzője, majd az idény végén Vidrai Szabolccsal, Magyarország legeredményesebb férfi korcsolyázójával folytatta az edzéseket. Vidrai keze alatt érte el eddigi legnagyobb sikereit.
A 2004/2005 évi országos bajnokságon a középmezőnyben végzett, a rákövetkező évben 2. lett, később pedig 6 alkalommal 1. helyezést ért el.
- a 2003-2004-es évad serdülő versenyének ezüstérmese
- a 2004-2005-ös verseny nemzeti bajnoka
- 2005-2006-ban és 2006-2007-ben országos ifjúsági és novice-bajnok

A Zúzmara Korcsolya Klub színeiben versenyző Forgó Fanni és Forgó Kristóf sikeresen szerepelt a European Criterium körversenyhez tartozó Mozart Cup 2007 versenyen Salzburgban. Mindketten második helyen végeztek a nemzetközi versenyen.
Fanni szabadidejében olvasni és zongorázni szeret, valamint együtt lenni a barátaival. Kedvenc korcsolyázói közé tartozik Sebestyén Júlia, Ilia Klimkin és Thomas Verner.
2009/2010-es tanév végén a IV. kerületi Babits Mihály Gimnáziumban érettségizett.

## Eredményei
Hatszoros magyar és háromszoros vidékbajnok, ifjúsági, Novice illetve Junior  kategóriában. Ezen kívül serdülő korcsoportban országos 2. helyezést ért el. Több éve tagja a  magyar válogatott keretnek. 2010-ben ő és öccse képviselte hazánkat a Hágai Junior Világbajnokságon.